# بيان تشونغ

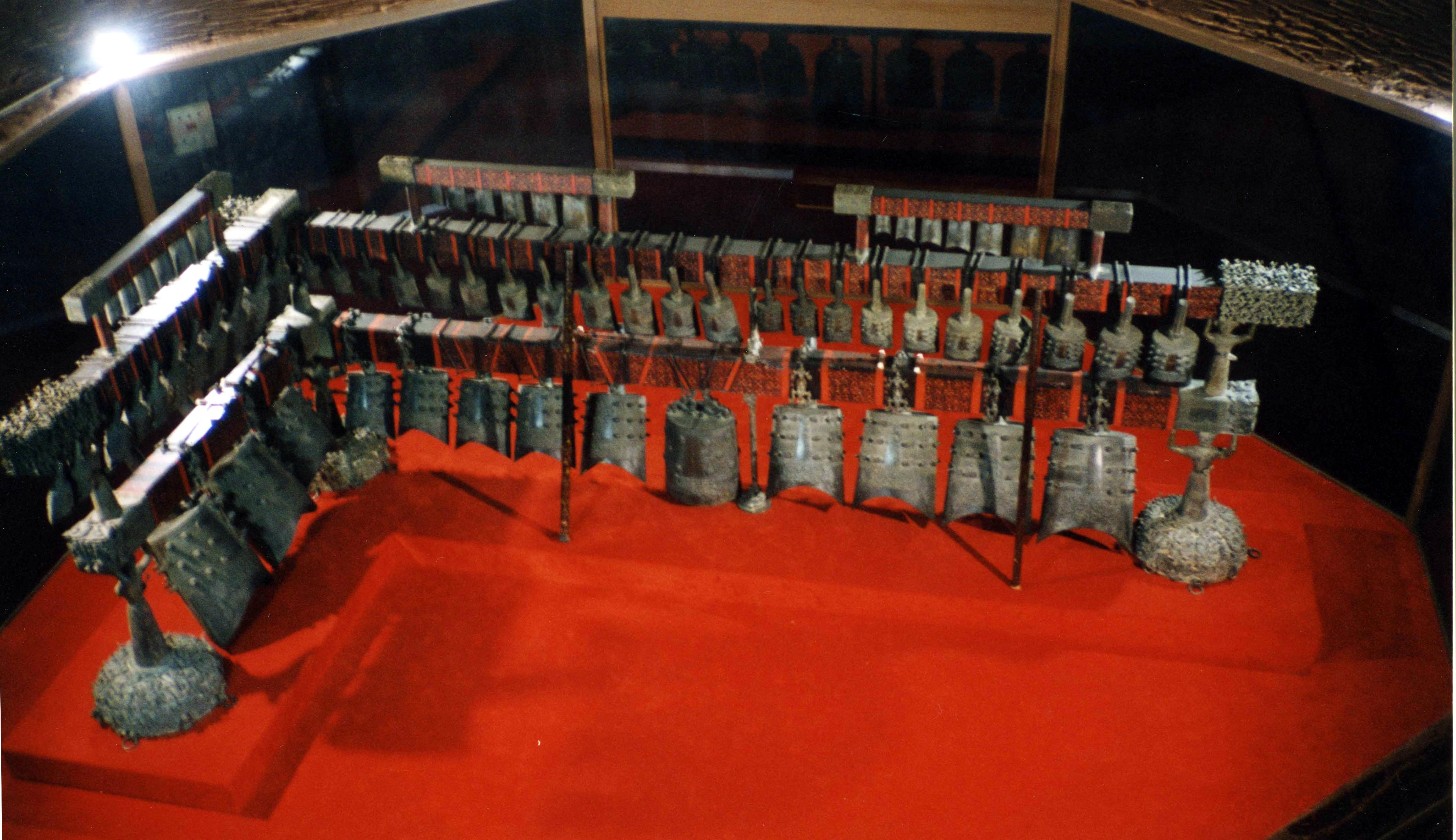
بيان تشونغ

بيان تشونغ (编钟) هو آلة نقرية قديمة هامة في الصين، وهى من فئة الجرس. تتكون من عدة أجراس مختلفة الأحجام تعلق على حمّآلة خشبية، ولكل جرس نغمة مميزة. وبسبب اختلاف أوقات صنعها تختلف أشكال آلة بيان تشونغ، ولكن على كل منها نقوش زخرفية جميلة جدا. ظهرت آلة بيان تشونغ في الصين في أسرة شانغ الملكية قبل 3500 سنة، وكانت لها ثلاثة أجراس فقط. ومع تطور العصور ازداد عدد أجراسها. وكانت آلة بيان تشونغ القديمة تستخدم دائما في عزف الموسيقى في القصور لنشاطات الحروب وتقديم القرابين أو لقاء الأباطرة بالوزراء.